# Seephephe Matete
Seephephe "Mochini" Matete (Lesoto) es un entrenador y exfutbolista lesotense. Fue el seleccionador de la selección de fútbol de Lesoto entre 2014 y 2015. 
Como jugador, fue internacional con Lesoto entre los años 1970 y 1980. Era mediapunta zurdo, se le considera como uno de los futbolistas más dotados producidos por Lesotho. Representó a Lesoto en las eliminatorias para el Mundial de 1974 y 1982. Matete jugó su fútbol de clubes para Matlama FC.
- Datos: Q6887594